# Juste la fin du monde (film)
Pour les articles homonymes, voir Juste la fin du monde.
Pour plus de détails, voir Fiche technique et Distribution.
Juste la fin du monde est un film franco-québécois écrit, coproduit, réalisé et monté par Xavier Dolan, sorti en 2016, adaptation de la pièce de théâtre éponyme écrite par Jean-Luc Lagarce en 1990.
En 2016 à Cannes, le film remporte le grand prix du Festival ainsi que le prix du jury œcuménique.
En 2017, il obtient trois César : meilleure réalisation, meilleur acteur et meilleur montage.

## Synopsis

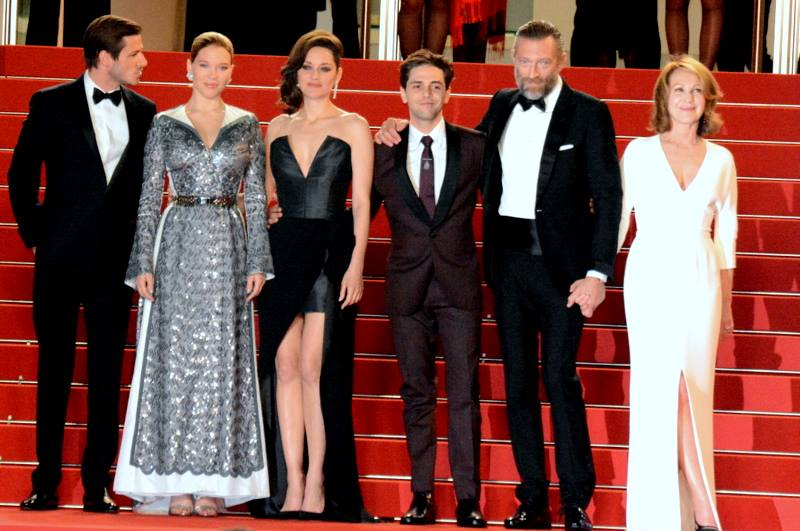
Gaspard Ulliel, Léa Seydoux, Marion Cotillard, Xavier Dolan, Vincent Cassel et Nathalie Baye lors de la présentation du film à Cannes.

Louis, un écrivain, revient voir sa famille dans son village natal après douze années d'absence, pour annoncer sa mort prochaine. Ces retrouvailles ravivent des souvenirs mais créent des tensions entre les membres de la famille.

## Fiche technique
- Titre original : Juste la fin du monde
- Titre anglophone : It's Only the End of the World
- Réalisation : Xavier Dolan
- Scénario : Xavier Dolan, d'après la pièce Juste la fin du monde écrite par Jean-Luc Lagarce
- Direction artistique : Colombe Raby
- Décors : Colombe Raby
- Photographie : André Turpin
- Son : François Grenon
- Montage : Xavier Dolan
- Musique : Gabriel Yared , la chanteuse Camille, Dominique Dalcan
- Production : Sylvain Corbeil, Xavier Dolan, Nancy Grant et Nathanaël Karmitz
- Sociétés de production : Sons of Manual et MK2 Films
- Sociétés de distribution : Les Films Séville (Québec), Diaphana Films (France) ; ABC Distribution (Belgique), Praesens film (Suisse)
- Pays de production :  Canada et  France
- Langue originale : français
- Format : couleur
- Genre : drame
- Durée : 99 minutes
- Dates de sortie :
  - France : 19 mai 2016 (Festival de Cannes) ;  21 septembre 2016 (sortie nationale)
  - Canada: 21 septembre 2016

## Distribution
- Nathalie Baye : Martine, la mère
- Vincent Cassel : Antoine, l'ainé
- Marion Cotillard : Catherine, la femme d'Antoine
- Léa Seydoux : Suzanne, la benjamine
- Gaspard Ulliel : Louis, le cadet
- Antoine DesRochers : Pierre, l'ancien petit ami de Louis
- William Boyce Blanchette : Louis, à 15 ans
- Sasha Samar : le chauffeur de taxi
- Arthur Couillard : le petit garçon dans l'avion
- Patricia Tulasne : l'hôtesse de l'air
- Jenyane Provencher : la jeune fille sur le trampoline
- Théodore Pellerin : Antoine (16-22 ans)

## Production
Le film a été tourné en 10 jours.

## Accueil

### Sorties internationales
Tout d'abord, Juste la fin du monde est sélectionné en compétition officielle et projeté au Festival de Cannes, le 19 mai 2016, où il remporte le grand prix ainsi que le prix du jury œcuménique, avant ses sorties nationales simultanées le 21 septembre 2016 au Québec, en Belgique, en France et en Suisse romande.

### Accueil critique

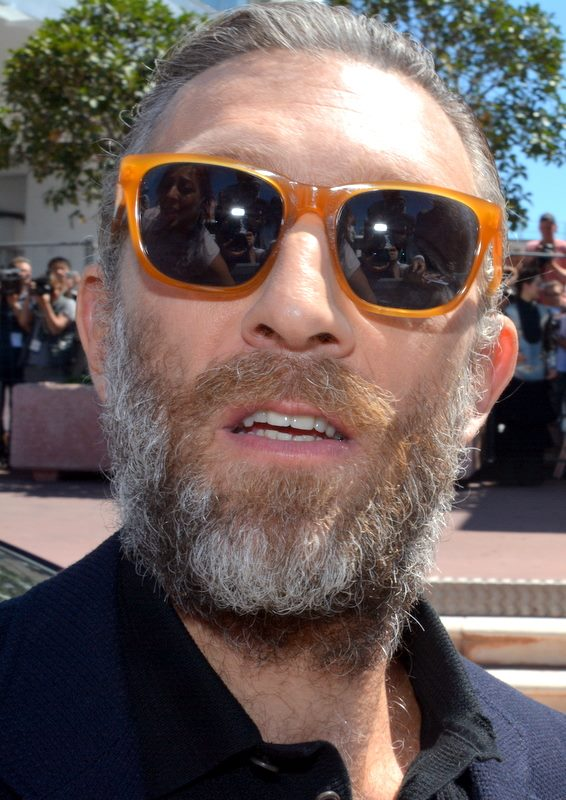
L'acteur Vincent Cassel à la première du film au Festival de Cannes.

Lors de sa présentation au Festival de Cannes 2016, le film divise la critique. Cependant, lors de la sortie nationale quelques mois plus tard, il est plutôt bien accueilli par la critique et le public.
Le site français Allociné propose une note moyenne de 3,2/5 à partir de l'interprétation de quarante-quatre titres de presse. Quant au public, il accueille le film avec une moyenne de 3,6/5 sur Allociné.
Le Monde écrit : « Le film est un traité clinique de la folie familiale, une saisissante coupe in vivo de l'égarement de l'amour. » Pour La Croix, « Grand prix  et prix œcuménique au Festival de Cannes, cette libre adaptation de la pièce de Jean-Luc Lagarce confirme l'immense talent de Xavier Dolan, le petit génie du cinéma québécois. » Le magazine Femme actuelle approuve : « Voilà un huis clos magnifique et poignant sur une famille en plein chaos, incapable de communiquer. Ce film, qui oscille entre retenue et éclats, offre à des comédiens pourtant déjà bien aguerris l'une de leurs plus belles prestations, à fleur de peau. »
Parmi les critiques les plus négatives, Le Parisien : « (…) sur les planches, c'était une pièce implacable, heurtée, fébrile. Sous la caméra de Dolan, c'est un numéro de cirque épuisant, la plupart du temps filmé au plan serré, une manie, décidément. », et Libération : « Dolan a cette façon bien à lui de ne pas faire confiance à ses acteurs, de ne jamais leur abandonner la charge de produire un écart (un jeu) entre le texte et la signification. Chacun d'eux résiste donc comme il le peut à cette rivalité du film avec la star. »

### Box-office
Lors de sa première semaine d'exploitation, le film démarre avec 405 031 entrées, prenant la première place du box-office français. Au bout de 12 semaines d'exploitation, le film cumule 1 058 503 entrées.
| Pays ou région | Box-office        | Date d'arrêt du box-office | Nombre de semaines |
| -------------- | ----------------- | -------------------------- | ------------------ |
| France         | 1 058 503 entrées | 14 décembre 2016           | 12                 |

## Distinctions

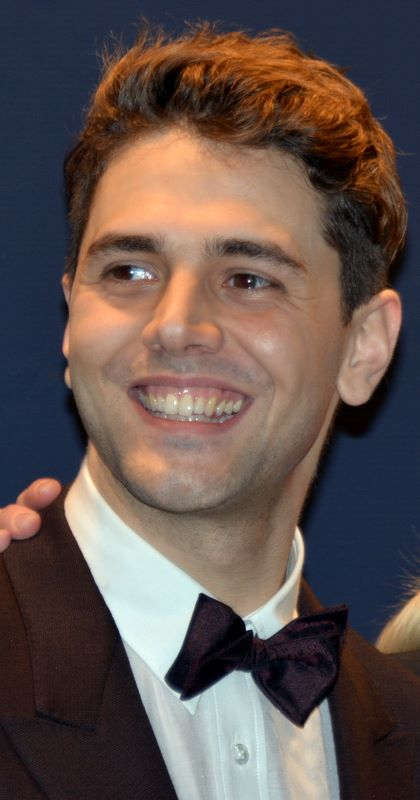
Le scénariste et réalisateur Xavier Dolan à la des César, où le film est triplement récompensé.

Le film figure dans la liste « Canada's Top Ten », des dix meilleurs longs-métrages canadiens de 2016, sélectionnés par un jury composé de sept réalisateurs et experts de l'industrie du cinéma, coordonné par le TIFF.

### Récompenses
| Année | Organisme             | Récompense               | Gagnant        |
| ----- | --------------------- | ------------------------ | -------------- |
| 2016  | Festival de Cannes    | Grand prix               | Xavier Dolan   |
| 2016  | Festival de Cannes    | Prix du jury œcuménique  | Xavier Dolan   |
| 2017  | César du cinéma       | Meilleure réalisation    | Xavier Dolan   |
| 2017  | César du cinéma       | Meilleur montage         | Xavier Dolan   |
| 2017  | César du cinéma       | Meilleur acteur          | Gaspard Ulliel |
| 2017  | Prix Écrans canadiens | Meilleur film            | Xavier Dolan   |
| 2017  | Prix Écrans canadiens | Meilleur réalisateur     | Xavier Dolan   |
| 2017  | Prix Écrans canadiens | Meilleur scénario adapté | Xavier Dolan   |

### Nominations
- César 2017
  - Meilleur acteur dans un second rôle pour Vincent Cassel[10]
  - Meilleure actrice dans un second rôle pour Nathalie Baye[10]
  - Meilleur film étranger[10]
- Trophées francophones du cinéma 2017
  - Meilleur interprétation masculine pour Gaspard Ulliel[11]
  - Meilleure interprétation féminine pour Nathalie Baye[11]
  - Meilleure interprétation dans un second rôle féminin pour Léa Seydoux[11]
  - Meilleur scénario pour Xavier Dolan[11]

## Autour du film
Sauf indication contraire ou complémentaire, les informations mentionnées dans cette section proviennent du générique de fin de l'œuvre audiovisuelle présentée ici.Xavier Dolan a découvert la pièce de Jean-Luc Lagarce grâce à Anne Dorval, son actrice fétiche, qui l'avait interprétée sur scène.
Le film est dédié à François Barbeau, mort en janvier 2016, notamment costumier de certains des films de Xavier Dolan.

## Musiques du film
Complétant la musique originale de Gabriel Yared, les musiques accompagnant certaines scènes du film ont été soigneusement choisies  :
- Home is where it hurts - Camille ;
- I miss you - Blink-182 ;
- Are you with me - Lost Frequencies ;
- Genesis - Grimes ;
- Dragostea din tei - O-Zone ;
- Une miss s'immisce - Exotica ;
- Spanish Sahara - Foals ;
- Hear you me - Jimmy Eat World ;
- Natural Blues - Moby.

Pour une des scènes les plus importantes, Gabriel Yared s'est inspiré du prélude en do mineur du Clavier bien tempéré de Jean-Sébastien Bach.
Pour la chanson d'O-Zone, dansée par les personnages, il s'agit d'un anachronisme, l'histoire se passant dans les années 1990 et la musique étant sortie en 2003.